# Team Ringeriks-Kraft
El Team Ringeriks-Kraft (codi UCI: KRA) va ser un equip ciclista noruec de categoria continental. Creat el 2010, competia principalment als circuits continentals de ciclisme.

## Principals victòries
- Scandinavian Race Uppsala: Syver Wærsted (2016)

### Grans Voltes
- Tour de França
  - 0 participacions

- Giro d'Itàlia
  - 0 participacions

- Volta a Espanya
  - 0 participacions

## Composició de l'equip
| Llista de l'equip 2016                  | Llista de l'equip 2016 | Llista de l'equip 2016       | Llista de l'equip 2016 |
| Ciclista                                | Data de naixement      | Equip previ                  |                        |
| --------------------------------------- | ---------------------- | ---------------------------- | ---------------------- |
| Jonas Abrahamsen                        | 20 de setembre de 1995 | Øster Hus-Ridley (2014)      |                        |
| Alexander Fåglum                        | 11 de juny de 1996     | Tre Berg-Bianchi (2015)      |                        |
| Audun Brekke Fløtten                    | 20 de agost de 1990    | Motiv3 (2014)                |                        |
| Marius Hafsås                           | 19 de març de 1991     | FixIT.no (2015)              |                        |
| Christer Jensen                         | 19 de febrer de 1990   | Motiv3 (2014)                |                        |
| Njål Kleiven                            | 1 de maig de 1994      | Motiv3 (2014)                |                        |
| Max Emil Kørner                         | 3 de juny de 1991      | IF Frøy (2011)               |                        |
| Torstein Træen                          | 16 de juliol de 1995   | Ringerike Sykkelklubb (2015) |                        |
| Syver Wærsted                           | 8 de agost de 1996     |                              |                        |
|                                         |                        |                              |                        |
| Fonts: ProCyclingStats Cycling Archives |                        |                              |                        |

## Classificacions UCI

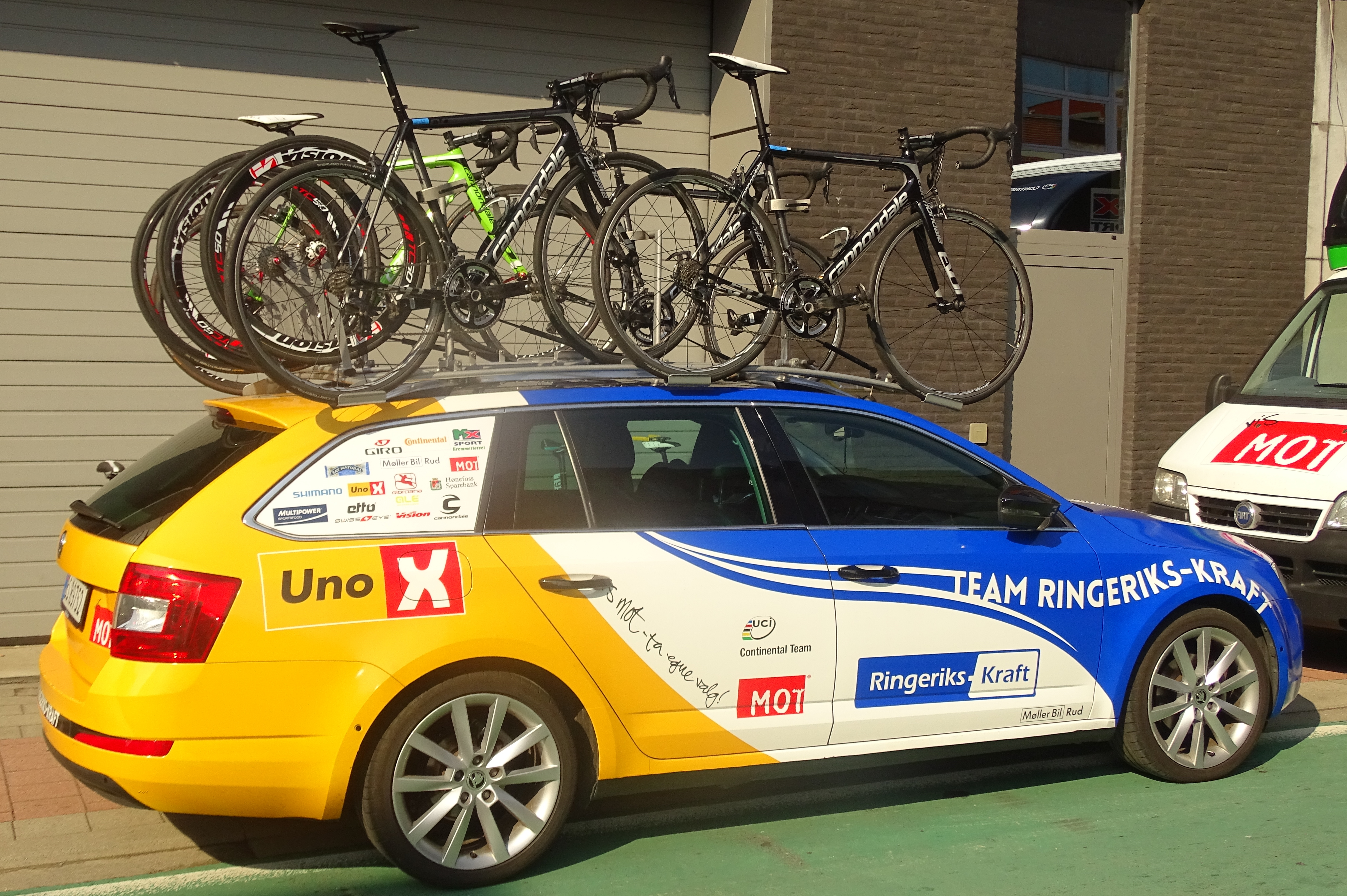
Vehicle de l'equip al 2015

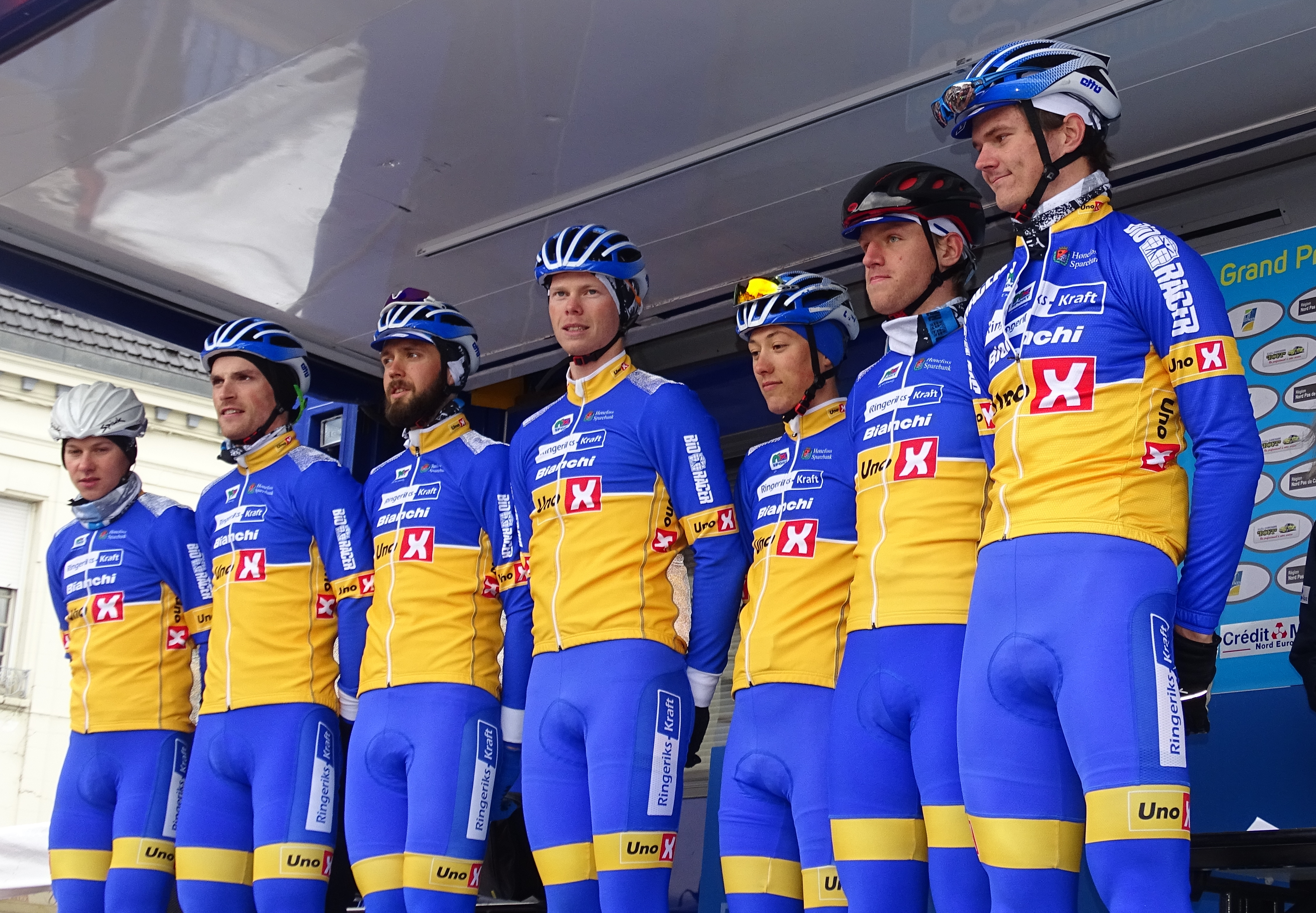
L'equip al 2016

A partir del 2010 l'equip participa en les proves dels circuits continentals i principalment en les curses del calendari de l'UCI Europa Tour.
UCI Amèrica Tour
| Temporada | Classificació per equips | Millor ciclista en la classificació individual |
| --------- | ------------------------ | ---------------------------------------------- |
| 2015      | 42è                      | Frederik Wilmann (268è)                        |

UCI Europa Tour
| Temporada | Classificació per equips | Millor ciclista en la classificació individual |
| --------- | ------------------------ | ---------------------------------------------- |
| 2010      | -                        | -                                              |
| 2011      | -                        | -                                              |
| 2012      | -                        | -                                              |
| 2013      | 121è                     | Marius Hafsås (969è)                           |
| 2014      | 74è                      | Michael Olsson (130è)                          |
| 2015      | 125è                     | Øivind Lukkedahl (896è)                        |
| 2016      | 93è                      | Syver Wærsted (749è)                           |